# Чорна котяча акула великоноса
Чорна котяча акула великоноса (Apristurus nasutus) — акула з роду Чорна котяча акула родини Котячі акули.

## Опис
загальна довжина досягає 59 см. Морда коротка та широка. Ніс подовжений, товстий, дещо кирпатий. Звідси походить назва цієї акули. Очі маленькі, овальні, горизонтальної форми. За ними розташовані невеличкі бризкальця. Верхня губна борозна подовжена, більша за нижню. Рот вузький, помірно широкий. Зуби дрібні з багатьма верхівками, з яких центральна найдовша. У неї 5 пар коротких зябрових щілин. Тулуб стрункий і тонкий. Грудні плавці відносно невеликі. Спіральний клапан шлунка має 13-22 витків. Має 2 маленькі спинних плавця. Вони майже однакового розміру. Передній спинний плавець розташовано позаду черевних плавців. Задній — навпроти анального плавця. Анальний плавець широкий і помірно високий. Хвостовий плавець вузький та довгий.
Забарвлення однотонне: чорно-сіре з коричнюватим відливом.

## Спосіб життя
Тримається на глибинах від 400 до 925 м, у нижній частині континентальних схилів. Доволі млява, малорухлива акула. Полює біля дна, є бентофагом. Живиться глибоководними креветками, кальмарами, дрібною рибою.
Це яйцекладна акула. Стосовно процесу парування немає інформації, оскільки вченими на тепер досліджені лише самці, а самиці поки ще не були впіймані.
Не є об'єктом промислового вилову.

## Розповсюдження
Мешкає у східній частині Тихого океану: окремими ареалами біля узбережжя Панами, Колумбії, Еквадора та Чилі.